# Dicrossus filamentosus
Dicrossus filamentosus – gatunek słodkowodnej ryby z rodzaju Dicrossus  należący do rodziny pielęgnicowatych. Bywa hodowany w akwariach.

## Występowanie
Występuje w wodach tropikalnych Ameryki Południowej (Brazylia, Kolumbia, Wenezuela) gdzie zamieszkuje dorzecza rzek Amazonka, Rio Negro, Orinoko.

## Nazewnictwo
Nazwa pielęgniczka kratkowana zaproponowana w 1976 r. przez autora nie może być obowiązującą z uwagi na istniejącą już nazwę przypisaną wcześniej do gat. Apistogramma pleurotaenia

## Charakterystyka
Ciało w kolorze złocistym z dwoma rzędami czarnych kwadracików mieniących się na zielonkawy kolor.
Płetwy przezroczyste,grzbietowa czarna i zaostrzona. Płetwa odbytowa ma niebieskie plamki zakończone czerwoną obwódką. Płetwa ogonowa zaokrąglona. 
Przez całe ciało przebiega szachownica złożona z kwadracików (na grzbiecie) i punkcików (od skrzeli po nasadę ogona). 
Dorasta do 4 cm długości.

## Warunki w akwarium
| Zalecane warunki w akwarium | Zalecane warunki w akwarium |
| --------------------------- | --------------------------- |
| Zbiornik                    | średni 60–80 cm             |
| Temperatura wody            | 23–25°C                     |
| Twardość wody               | 10–12                       |
| Skala pH                    | 5–7                         |
| pokarm                      |                             |
| Uwagi                       |                             |

## Rozmnażanie
Tarło w wodzie miękkiej i kwaśnej, pH ok. 5,5 odbywa się w grocie, doniczce lub łupinie kokosowej. Opiekę nad złożoną ikrą w ilości ok. 100 sztuk przejmuje samica. Pierwszym pokarmem narybku są wrotki, drobny plankton, które zaczyna pobierać w 5-6 dniu od wyklucia się. Młode ryby wybarwiają się po ok. dwóch miesiącach.